# Urola Kosta
Urola Kosta est une comarque dans la province du Guipuscoa, dans la Communauté autonome basque en Espagne.

## Géographie
Elle est limitée à l'est par la comarque de Donostialdea, au sud-est par celle de Tolosaldea, au sud par celle de Goierri, au sud-ouest par celle de Debagoiena et  à l'ouest par celle de Debabarrena. Elle est baignée  au nord par la mer Cantabrique. 
Urola Kosta officiellement en basque ou Urola Costa en espagnol est formée de deux sous comarques:
Kosta comprend les villes de:
Orio, Aia, Zarautz (capital de la comarque), Getaria et Zumaia.
Urola comprend les villes de:
Azkoitia, Azpeitia, Beizama, Errezil, Zestoa et Aizarnazabal.

## Communes
| #  | Municipalité | Maire                           | Parti politique               | Population | % Population | Territoire en km² |
| -- | ------------ | ------------------------------- | ----------------------------- | ---------- | ------------ | ----------------- |
| 1  | Aizarnazabal | Aizpea Manterola Salaberría     | ANV                           | 614        | 0,9          | 6,55              |
| 2  | Azkoitia     | Asier Aranbarri Urzelai         | PNV                           | 10 641     | 15,0         | 55,4              |
| 3  | Azpeitia     | Iñaki Errazkin Vitoria          | ANV                           | 13 930     | 20,3         | 69,39             |
| 4  | Aia          | Igor Iturain Ibarguren          | PNV                           | 1 773      | 2,6          | 55,27             |
| 5  | Beizama      | Ramón Guerricagoitia Bengoechea | Aurrena Beizama (Indep.)      | 170        | 0,3          | 16,55             |
| 6  | Zestoa       | Alazne Olaizola Alberdi         | ANV                           | 3 311      | 4,7          | 43,69             |
| 7  | Getaria      | Andoni Aristi Ibarra            | PNV                           | 2 525      | 3,7          | 10,6              |
| 8  | Orio         | Jon Redondo Lertxundi           | PNV                           | 4 695      | 6,8          | 9,81              |
| 9  | Errezil      | Iñaki Oiarzabal Zinkunegi       | Errezildarren Aukera (Indep.) | 611        | 0,9          | 32,46             |
| 10 | Zarautz      | Jon Urien Krespo                | Eusko Alkartasuna             | 22 323     | 32,2         | 14,80             |
| 11 | Zumaia       | Iñaki Agirrezabalaga Alkorta    | Eusko Alkartasuna             | 8 837      | 12,8         | 11,28             |
|    | Urola kosta  |                                 |                               | 69.430     | 100          | 325,8             |